# Тейлор, Крид
Крид Тейлор (англ. Creed Taylor; 13 мая 1929, Линчберг, Виргиния — 23 августа 2022, Нюрнберг, Бавария) — американский трубач, музыкальный продюсер, основатель лейбла CTI Records. В 1960-е годы в США начал продвижение бразильских артистов, работавших в жанре босанова, таких как Антониу Карлос Жобин, Эумир Деодато, Жуан Жилберту и Аструд Жилберту.
Лауреат множества премий «Грэмми».
Скончался 23 августа 2022 года.